# Pitho
Pitho is een geslacht van kreeftachtigen uit de klasse van de Malacostraca (hogere kreeftachtigen).

## Soorten
- Pitho aculeata (Gibbes, 1850)
- Pitho anisodon (von Martens, 1872)
- Pitho dispar Rathbun, 1925
- Pitho laevigata (A. Milne-Edwards, 1875)
- Pitho lherminieri (Desbonne, in Desbonne & Schramm, 1867)
- Pitho mirabilis (Herbst, 1794)
- Pitho picteti (Saussure, 1853)
- Pitho quadridentata (Miers, 1879)
- Pitho quinquedentata Bell, 1835
- Pitho sexdentata Bell, 1835